# Olszanka (obwód miński)
Olszanka (biał. Альшанка, ros. Ольшанка) – wieś na Białorusi, w obwodzie mińskim, w rejonie wołożyńskim, w sielsowiecie Wiszniew.